# Ignacio Achúcarro
Ignacio Achucarro Ayala (nacido el 31 de junio de 1936 en Asunción, Paraguay-14 de agosto de 2021) fue un futbolista paraguayo. Jugaba de mediocentro y su primer club fue el Olimpia.

## Carrera
Comenzó su carrera en 1956 jugando para el Olimpia hasta 1958. Ese año se trasladó a España para formar parte de las filas del Sevilla FC, donde estuvo durante 10 temporadas seguidas (1958-1968) y disputó 280 partidos. En 1969 regresó a Paraguay, al Club Guaraní. Se retiró del fútbol profesional en el año 1973.ç
En 2012 regresó a Sevilla, tras ser proclamado IV Dorsal de Leyenda del Sevilla Fútbol Club, máxima distinción que otorga la entidad hispalense a sus exjugadores.

## Selección nacional
Ha sido internacional con la Selección de fútbol de Paraguay durante el Mundial de 1958.

### Participación en Copas del Mundo
| Mundial                        | Sede   | Resultado    | Partidos | Goles |
| ------------------------------ | ------ | ------------ | -------- | ----- |
| Copa Mundial de Fútbol de 1958 | Suecia | Primera fase | 3        | 0     |

## Clubes
| Club    | País     | Año         |
| ------- | -------- | ----------- |
| Olimpia | Paraguay | 1956 - 1958 |
| Sevilla | España   | 1958 - 1968 |
| Guarani | Paraguay | 1969 - 1970 |